# Trolist
Trolist (šumski ljiljan; lat. Trillium), biljni rod iz porodice čemerikovki. Postoji četrdesetak vrsta (trajnice) raširenih po Sjevernoj Americi i Aziji. U Aziji od Afganistana na istok do Kine, i od Kine na sjevewr do ruskog Primorja, Sahalina i Kamčatke.
Posljednju vrstu, T. delicatum, otkrio je 2019. botaničar Aaron Floden.

## Vrste
1. Trillium albidum J.D.Freeman
2. Trillium angustipetalum (Torr.) J.D.Freeman
3. Trillium apetalon Makino
4. Trillium camschatcense Ker Gawl.
5. Trillium catesbaei Elliott
6. Trillium cernuum L.
7. Trillium channellii Fukuda, J.D.Freeman & Itou
8. Trillium chloropetalum (Torr.) Howell
9. Trillium × crockerianum Halda
10. Trillium cuneatum Raf.
11. Trillium decipiens J.D.Freeman
12. Trillium decumbens Harb.
13. Trillium delicatum A. Floden & E.E. Schill.
14. Trillium discolor Hook.
15. Trillium erectum L.
16. Trillium flexipes Raf.
17. Trillium foetidissimum J.D.Freeman
18. Trillium georgianum S.B.Farmer
19. Trillium govanianum Wall. ex D.Don
20. Trillium gracile J.D.Freeman
21. Trillium grandiflorum (Michx.) Salisb.
22. Trillium × hagae Miyabe & Tatew.
23. Trillium × komarovii H.Nakai & Koji Ito
24. Trillium kurabayashii J.D.Freeman
25. Trillium lancifolium Raf.
26. Trillium ludovicianum Harb.
27. Trillium luteum (Muhl.) Harb.
28. Trillium maculatum Raf.
29. Trillium × miyabeanum Tatew. ex J.Samej.
30. Trillium nivale Riddell
31. Trillium oostingii Gaddy
32. Trillium ovatum Pursh
33. Trillium persistens W.H.Duncan
34. Trillium petiolatum Pursh
35. Trillium pusillum Michx.
36. Trillium recurvatum L.C.Beck
37. Trillium reliquum J.D.Freeman
38. Trillium rugelii Rendle
39. Trillium sessile L.
40. Trillium simile Gleason
41. Trillium smallii Maxim.
42. Trillium stamineum Harb.
43. Trillium sulcatum T.S.Patrick
44. Trillium taiwanense S.S.Ying
45. Trillium tschonoskii Maxim.
46. Trillium underwoodii Small
47. Trillium undulatum Willd.
48. Trillium vaseyi Harb.
49. Trillium viride L.C.Beck
50. Trillium viridescens Nutt.
51. Trillium × yezoense Tatew. ex J.Samej.